# Antonio Iturmendi
Antonio Iturmerdi Bañales, né le 15 décembre 1903 à Barakaldo et mort le 4 mars 1976, est un homme politique espagnol, ministre de la Justice dans les gouvernements Franco XII, XI et X.